# 23318 Salvadorsanchez
23318 Salvadorsanchez è un asteroide della fascia principale. Scoperto nel 2001, presenta un'orbita caratterizzata da un semiasse maggiore pari a 3,1970095 UA e da un'eccentricità di 0,0629058, inclinata di 12,12891° rispetto all'eclittica.